# Quarterback titolari dei Tennessee Titans
Questi quarterback sono partiti come titolari per i Tennessee Titans della National Football League. Sono inseriti in ordine di data a partire dalla prima partenza come titolari nei Titans.

## Quarterback titolari
Lista di tutti i quarterback titolari dei Tennessee Titans. Il numero tra parentesi indica il numero di gare da titolare giocate nella stagione:

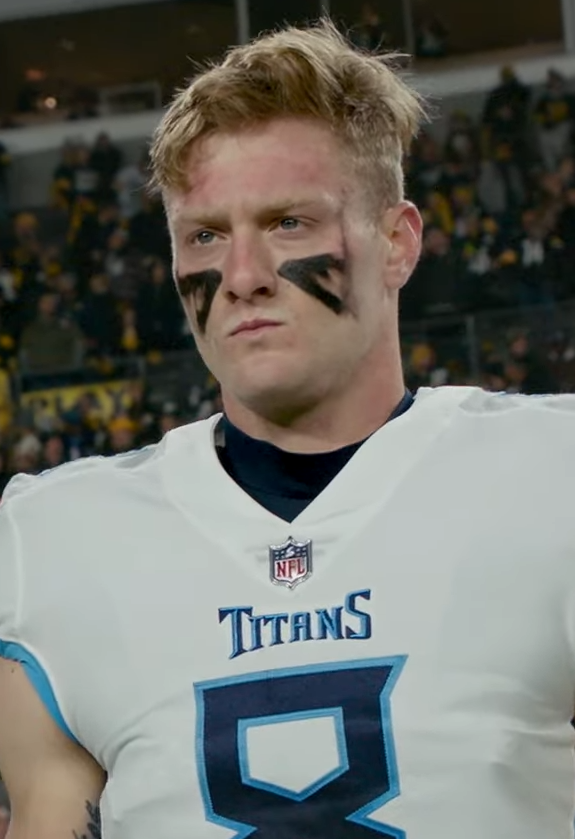
Will Lewis, 2023-presente

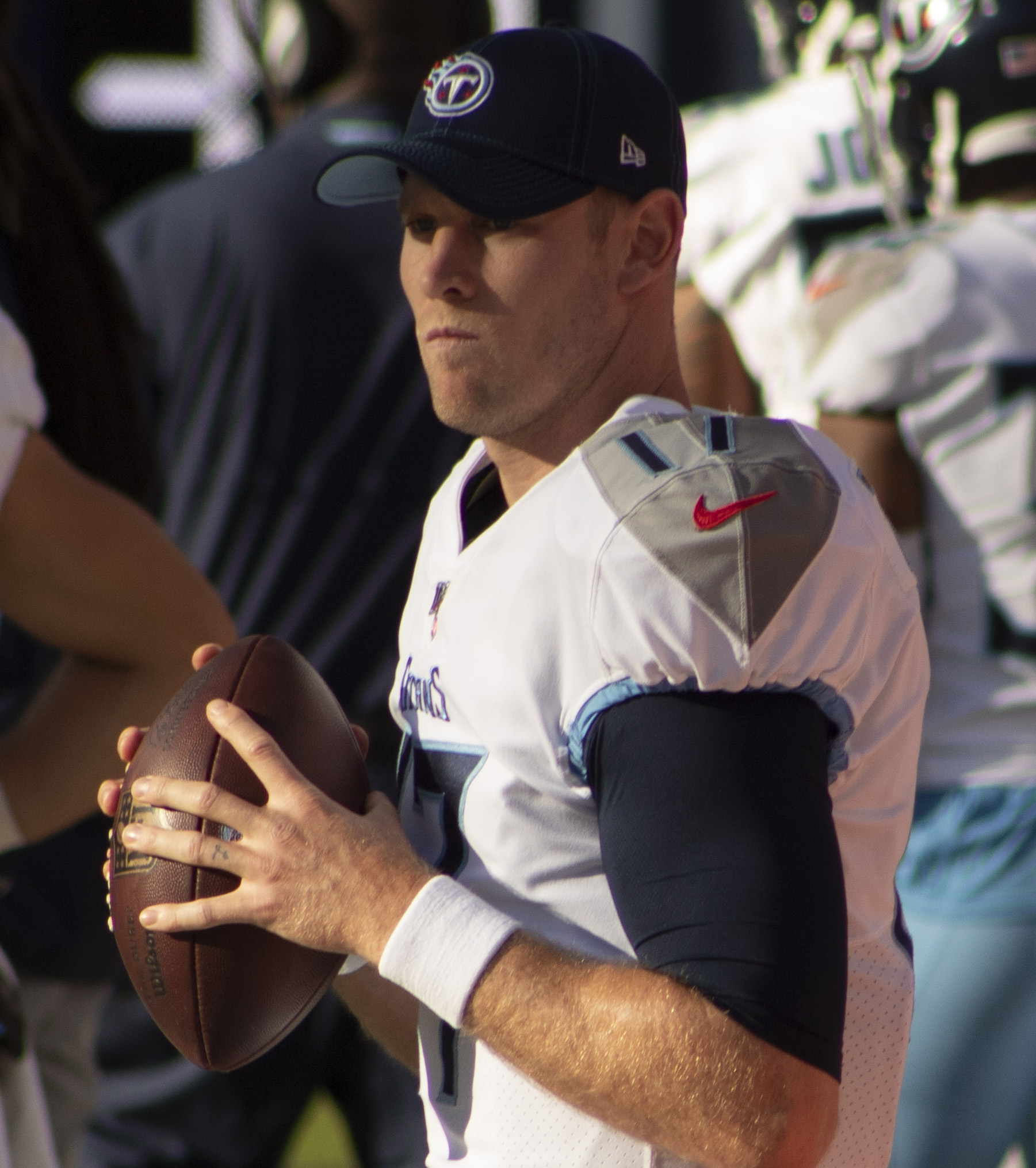
Ryan Tannehill, 2019-2023

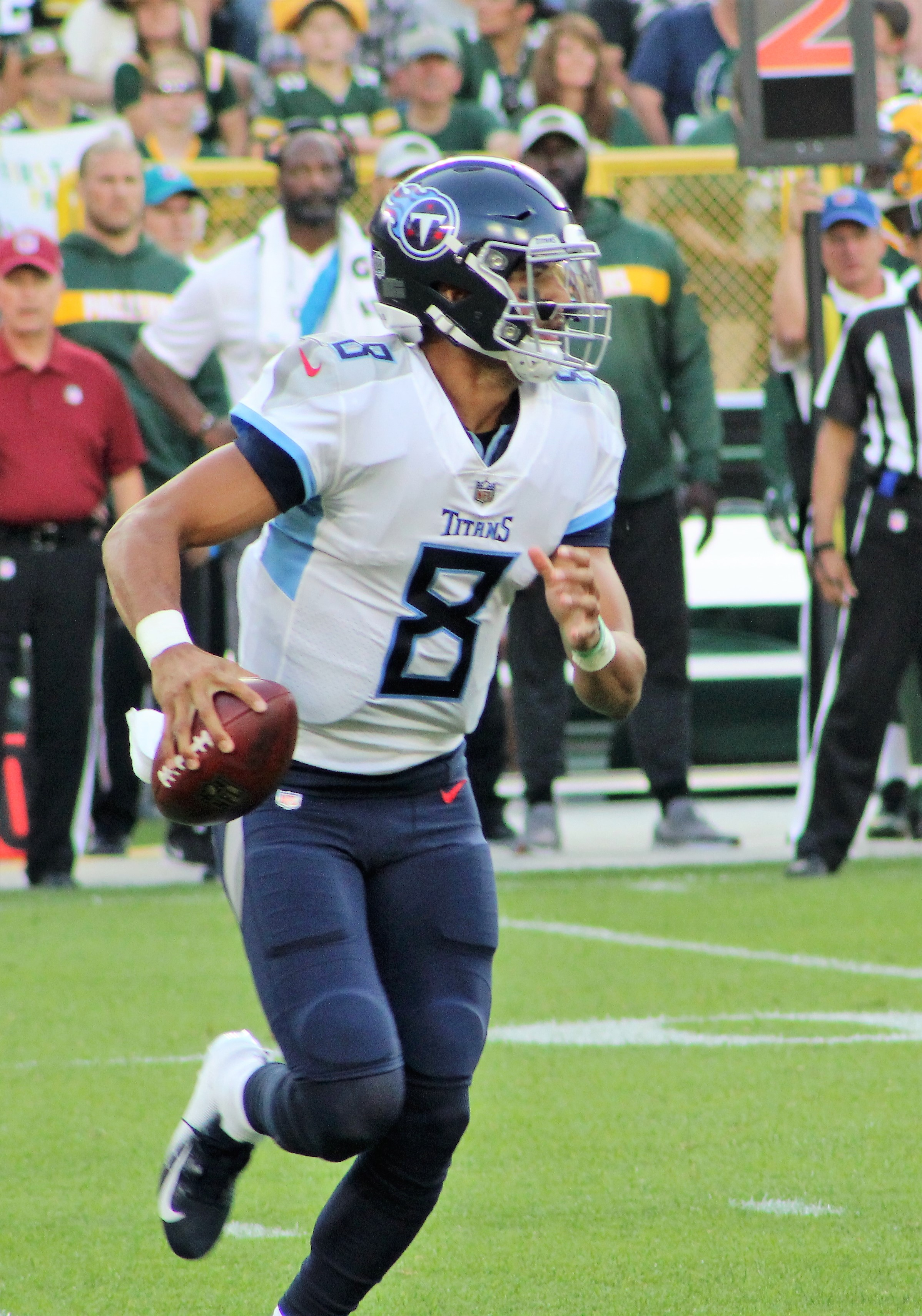
Marcus Mariota, 2015-2019

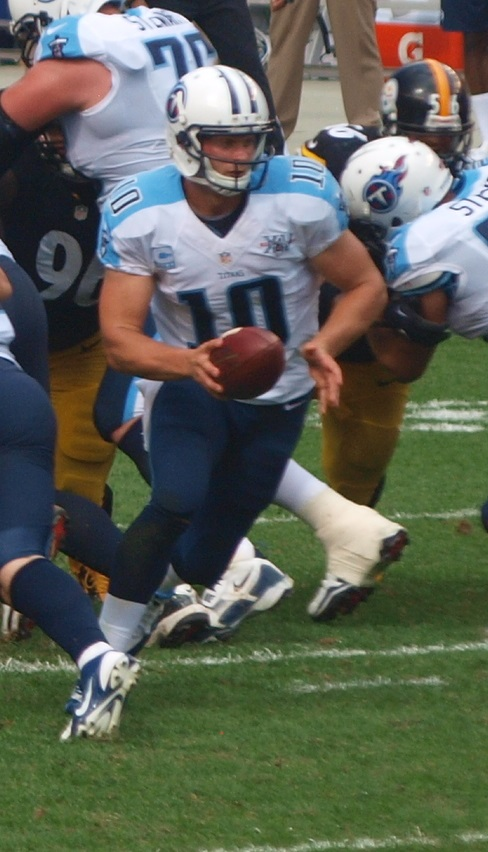
Jake Locker, 2011-2014

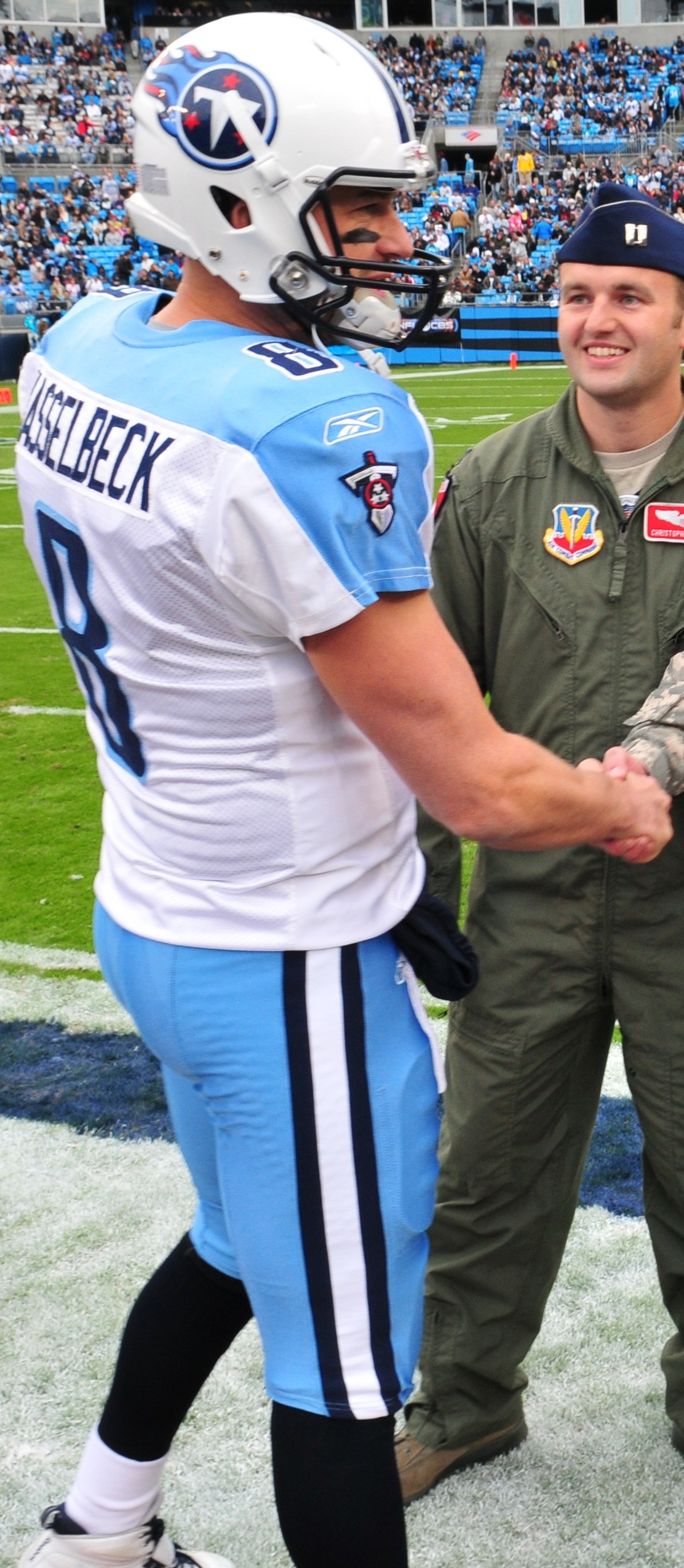
Matt Hasselbeck, 2011-2012

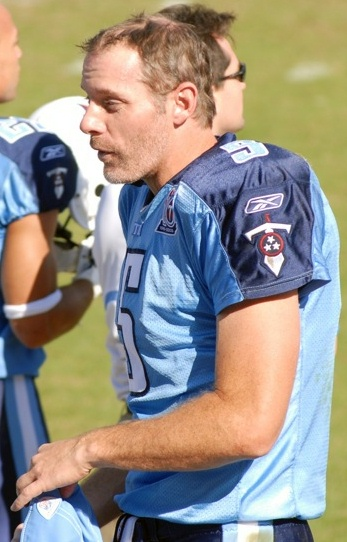
Kerry Collins, 2006-2010

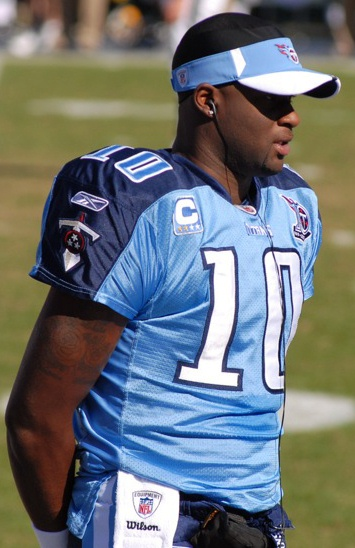
Vince Young, 2006-2010

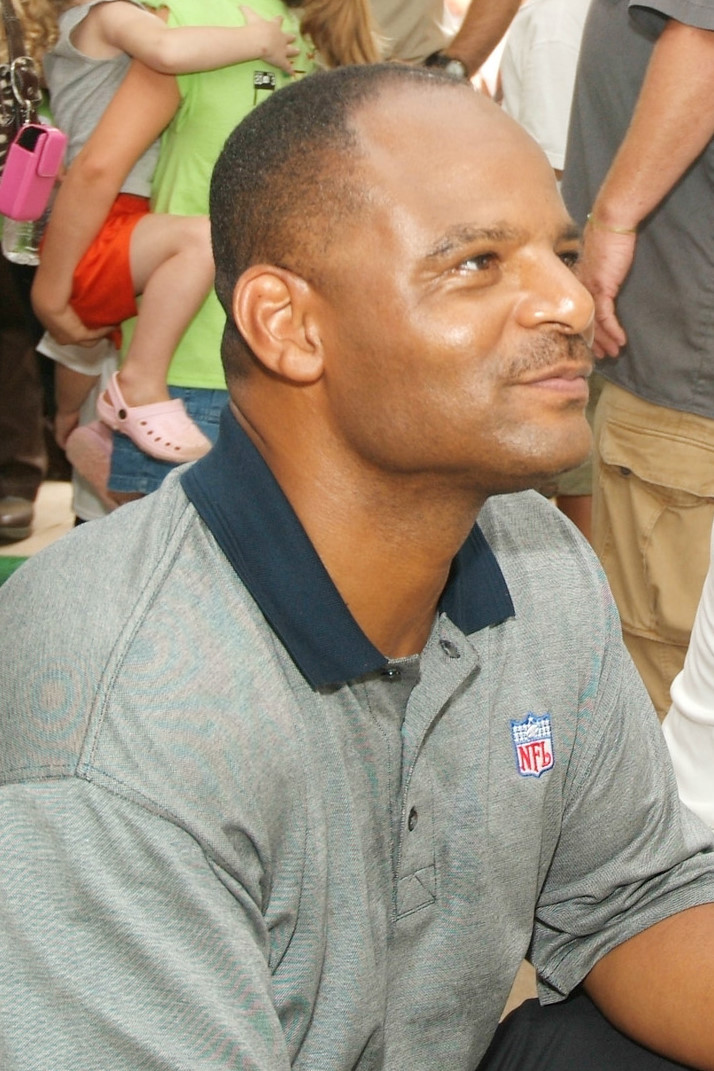
Warren Moon, 1984-1993

| Anno                       | Quarterback                                                      |                           |
| Tennessee Titans dal 1999  | Tennessee Titans dal 1999                                        | Tennessee Titans dal 1999 |
| -------------------------- | ---------------------------------------------------------------- | ------------------------- |
| 2024                       | Will Levis (12) / Mason Rudolph (5)                              |                           |
| 2023                       | Will Levis (9) / Ryan Tannehill (8)                              |                           |
| 2022                       | Ryan Tannehill (17) / Malik Willis (3) / Joshua Dobbs (2)        |                           |
| 2021                       | Ryan Tannehill (17)                                              |                           |
| 2020                       | Ryan Tannehill (16)                                              |                           |
| 2019                       | Ryan Tannehill (10) / Marcus Mariota (6)                         |                           |
| 2018                       | Marcus Mariota (13) / Blaine Gabbert (3)                         |                           |
| 2017                       | Marcus Mariota (15) / Matt Cassel (1)                            |                           |
| 2016                       | Marcus Mariota (15) / Matt Cassel (1)                            |                           |
| 2015                       | Marcus Mariota (12) / Zach Mettenberger (4)                      |                           |
| 2014                       | Zach Mettenberger (6) Jake Locker (5) / Charlie Whitehurst (5)   |                           |
| 2013                       | Ryan Fitzpatrick (9) / Jake Locker (7)                           |                           |
| 2012                       | Jake Locker (11) / Matt Hasselbeck (5)                           |                           |
| 2011                       | Matt Hasselbeck (16)                                             |                           |
| 2010                       | Vince Young (8) / Kerry Collins (7) / Rusty Smith (1)            |                           |
| 2009                       | Vince Young (10) / Kerry Collins (6)                             |                           |
| 2008                       | Kerry Collins (15) / Vince Young (1)                             |                           |
| 2007                       | Vince Young (15) / Kerry Collins (1)                             |                           |
| 2006                       | Vince Young (13) / Kerry Collins (3)                             |                           |
| 2005                       | Steve McNair (14) / Billy Volek (1) / Matt Mauck (1)             |                           |
| 2004                       | Steve McNair (8) / Billy Volek (8)                               |                           |
| 2003                       | Steve McNair (14) / Billy Volek (1) / Neil O'Donnell (1)         |                           |
| 2002                       | Steve McNair (16)                                                |                           |
| 2001                       | Steve McNair (15) / Neil O'Donnell (1)                           |                           |
| 2000                       | Steve McNair (15) / Neil O'Donnell (1)                           |                           |
| 1999                       | Steve McNair (11) / Neil O'Donnell (5)                           |                           |
| Tennessee Oilers 1997-1998 |                                                                  |                           |
| 1998                       | Steve McNair (16)                                                |                           |
| 1997                       | Steve McNair (16)                                                |                           |
| Houston Oilers 1960-1996   |                                                                  |                           |
| 1996                       | Chris Chandler (12) / Steve McNair (4)                           |                           |
| 1995                       | Chris Chandler (13) / Steve McNair (2) / Will Furrer (1)         |                           |
| 1994                       | Billy Joe Tolliver (7) / Cody Carlson (5) / Bucky Richardson (4) |                           |
| 1993                       | Warren Moon (14) / Cody Carlson (2)                              |                           |
| 1992                       | Warren Moon (10) / Cody Carlson (6)                              |                           |
| 1991                       | Warren Moon (16)                                                 |                           |
| 1990                       | Warren Moon (15) / Cody Carlson (1)                              |                           |
| 1989                       | Warren Moon (16)                                                 |                           |
| 1988                       | Warren Moon (11) / Cody Carlson (5)                              |                           |
| 1987                       | Warren Moon (12) / Brent Pease (3)                               |                           |
| 1986                       | Warren Moon (15) / Oliver Luck (1)                               |                           |
| 1985                       | Warren Moon (14) / Oliver Luck (2)                               |                           |
| 1984                       | Warren Moon (16)                                                 |                           |
| 1983                       | Gifford Nielsen (7) / Oliver Luck (6) / Archie Manning (3)       |                           |
| 1982                       | Archie Manning (5) / Gifford Nielsen (4)                         |                           |
| 1981                       | Ken Stabler (12) / Gifford Nielsen (2) / John Reaves (2)         |                           |
| 1980                       | Ken Stabler (16)                                                 |                           |
| 1979                       | Dan Pastorini (15) / Gifford Nielsen (1)                         |                           |
| 1978                       | Dan Pastorini (16)                                               |                           |
| 1977                       | Dan Pastorini (12) / John Hadl (2)                               |                           |
| 1976                       | Dan Pastorini (10) / John Hadl (4)                               |                           |
| 1975                       | Dan Pastorini (14)                                               |                           |
| 1974                       | Dan Pastorini (10) / Lynn Dickey (4)                             |                           |
| 1973                       | Dan Pastorini (10) / Lynn Dickey (4)                             |                           |
| 1972                       | Dan Pastorini (12) / Kent Nix (2)                                |                           |
| 1971                       | Dan Pastorini (8) / Charley Johnson (4) / Lynn Dickey (2)        |                           |
| 1970                       | Charley Johnson (10) / Jerry Rhome (4)                           |                           |
| 1969                       | Pete Beathard (10) / Don Trull (3) / Bob Davis (1)               |                           |
| 1968                       | Pete Beathard (7) / Don Trull (4) / Bob Davis (3)                |                           |
| 1967                       | Pete Beathard (9) / Jacky Lee (3) / Bob Davis (2)                |                           |
| 1966                       | George Blanda (8) / Don Trull (5) / Buddy Humphrey (1)           |                           |
| 1965                       | George Blanda (12) / Don Trull (2)                               |                           |
| 1964                       | George Blanda (13) / Don Trull (1)                               |                           |
| 1963                       | George Blanda (13) / Jacky Lee (1)                               |                           |
| 1962                       | George Blanda (14)                                               |                           |
| 1961                       | George Blanda (11) / Jacky Lee (3)                               |                           |
| 1960                       | George Blanda (11) / Jacky Lee (3)                               |                           |